# Pantera nera

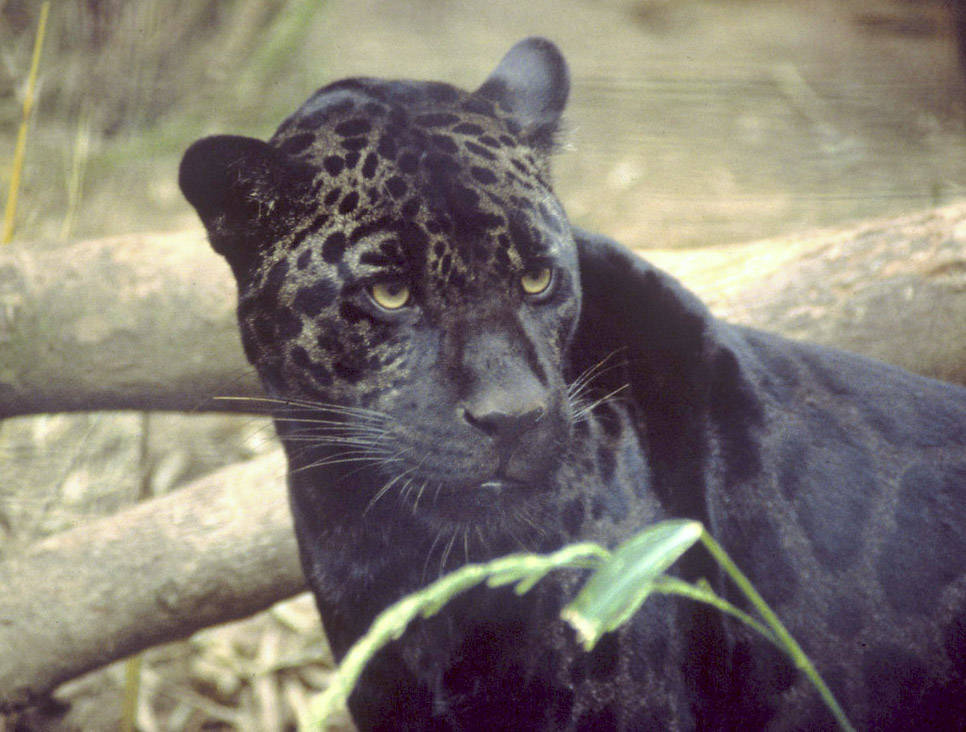
Un giaguaro melanico (Panthera onca)

Una pantera nera è una variante melanica di alcune specie di felidi del genere Panthera, in particolare di giaguaro (Panthera onca) o di leopardo (Panthera pardus).
Nei giaguari il melanismo è dovuto alla mutazione di un gene dominante, mentre nei leopardi è dovuto alla mutazione di un gene recessivo. L'esame ravvicinato di uno di questi felidi neri mostra ancora la presenza delle tipiche macchie, semplicemente nascoste dal soprannumero del pigmento nero melanina. Felidi melanici possono nascere in una cucciolata insieme ad altri piccoli che non lo sono. Nei felidi che cacciano specialmente di notte la condizione non è dannosa. 
Esistono anche pantere bianche, le quali sono individui albini o leucistici delle medesime specie sopracitate.

## Leopardo melanico

Leopardo nero (Panthera pardus)

Questa è la forma più comune di pantera nera in cattività ed è stata allevata selettivamente per decenni come attrazione o come animale domestico esotico (ma questi incroci fatti per conservarne l'aspetto ne hanno condizionato il temperamento). Sono più piccole e di costituzione più leggera dei leopardi. Nei leopardi neri le macchie sono ancora visibili, specialmente in certe zone dove formano un effetto seta dipinta. Il colore della pelle è un misto blu-nero-grigio e viola con rosette. Una pantera nera è abile nel cacciare e uccidere animali anche più pesanti di lei di 600 kg, anche se questo avviene raramente, a causa della competizione con tigri e leoni.
Leopardi neri sono stati avvistati nelle aree più densamente forestate di Cina sudoccidentale, Birmania, Assam e Nepal; intorno a Travancore e in altre regioni dell'India meridionale e si dice che siano comuni sull'isola di Giava e nella parte meridionale della penisola malese, dove sono più numerosi dei leopardi maculati. Sono meno comuni nell'Africa tropicale, ma sono stati avvistati in Etiopia, nelle foreste del Monte Kenya e sugli Aberdare. Un esemplare è stato visto da Peter Turnbull-Kemp nella foresta equatoriale del Camerun.
Come sostenuto nell'Enciclopedia della Natura di Funk e Wagnalls, i leopardi neri sono meno fertili dei leopardi normali, avendo cucciolate medie di 1,8 piccoli, rispetto ai 2,1 degli altri. Questo dovrebbe essere causato dalla loro natura nervosa.
Nei primi anni '80 lo zoo di Glasgow, in Scozia, acquistò una vecchia femmina di leopardo nero di 5 anni dallo zoo di Dublino, in Irlanda. Venne esposta per alcuni anni prima di essere trasferita allo zoo di Madrid, in Spagna. Questo leopardo aveva un mantello nero uniforme abbondantemente cosparso di peli bianchi come se fosse ricoperto di ragnatele. Le venne dato perciò il soprannome di Pantera Ragnatela. La causa di ciò sembrò essere la vitiligine e invecchiando i peli divennero molto più bianchi. Da allora sono state ritrovate e fotografate negli zoo altre Pantere Ragnatela.

## Giaguaro melanico

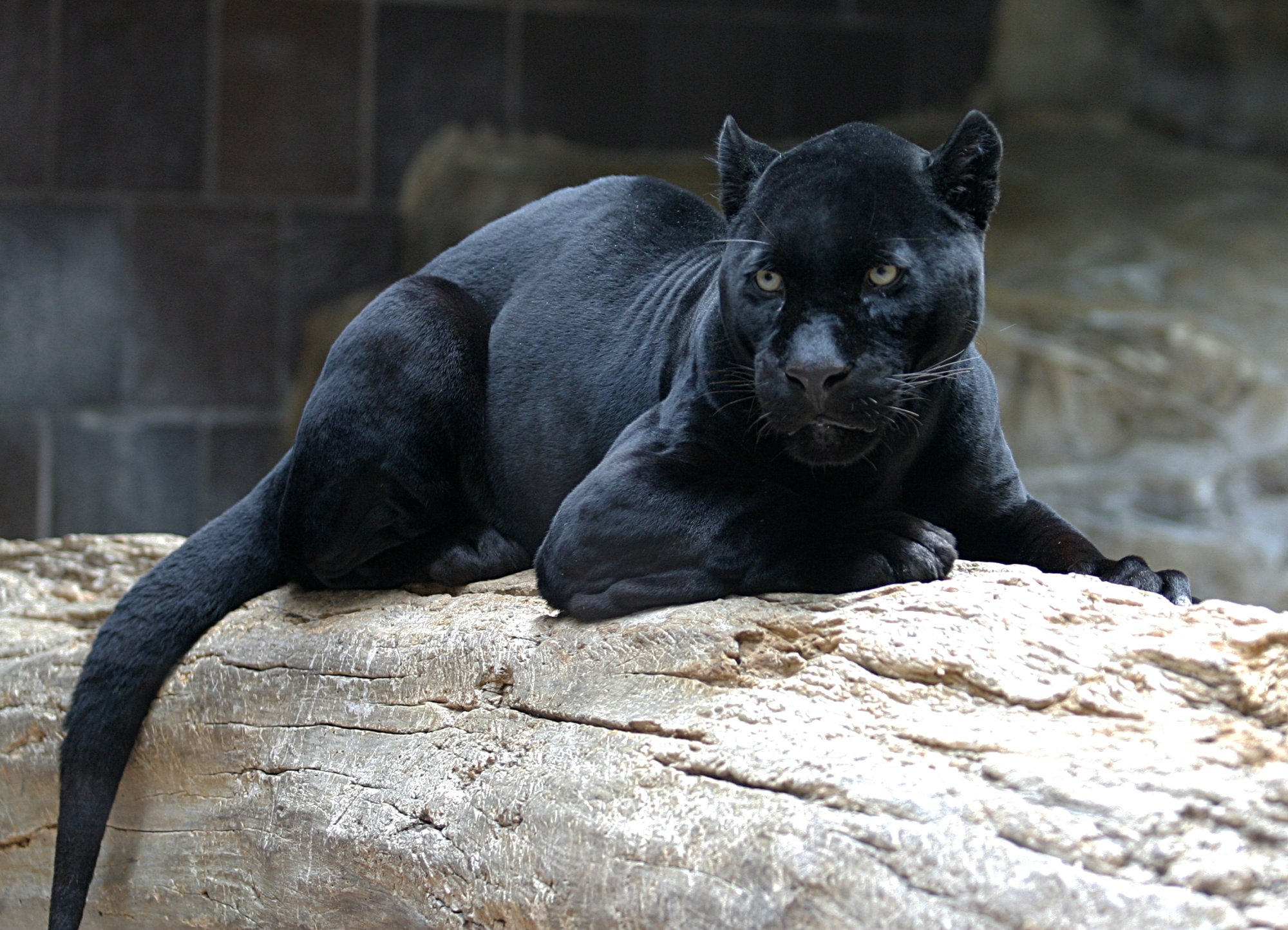
Un giaguaro nero

Nei giaguari la mutazione è dominante e pertanto giaguari neri possono nascere anche se è nero uno solo dei genitori. Nei leopardi la mutazione è recessiva e alcuni leopardi maculati possono procreare cuccioli neri (se entrambi i genitori portano il gene in forma nascosta), mentre i leopardi neri se si accoppiano insieme producono solamente cuccioli neri. Negli esemplari imbalsamati i leopardi neri assumono spesso un colore rugginoso mentre i giaguari neri tendono al bruno cioccolata. Il giaguaro nero viene considerato una specie separata dai popoli indigeni.
Nella Storia Naturale di Harmsworth (1910) W. H. Hudson scrisse:
Il giaguaro è una creatura bellissima, dal colore di fondo di un brillante rosso dorato, segnato abbondantemente da anelli neri, racchiusi all'interno da una a due piccole macchie. Questa è la colorazione tipica, che varia di poco nelle regioni temperate; nelle regioni calde gli Indiani riconoscono tre varietà molto diverse tra loro, considerate specie diverse - quella che abbiamo descritto; il giaguaro minore, meno acquatico nelle abitudini e ricoperto di macchie, non di anelli; e, infine, la varietà nera. Non sanno che la loro terribile «tigre nera» sia una semplice variante melanica, come il leopardo nero del Vecchio Mondo e il coniglio selvatico nero. La considerano una specie vera e propria e affermano che è più grande e molto più pericolosa del giaguaro maculato; la riconoscono dal ruggito; credono che abiti più sulla terraferma che non nei luoghi acquatici; ma, soprattutto, affermano che si accoppia solamente con i suoi simili e che i cuccioli partoriti siano tutti neri. Tuttavia i naturalisti sono stati obbligati a considerarla ugualmente come Felis onca, il familiare giaguaro maculato, dal momento che se a un esemplare melanico viene tolta la pelle non troviamo alcuna minima differenza con la loro controparte maculata.
Il gene non è completamente dominante. Gli esemplari con due copie del gene sono più scuri (lo sfondo nero è più denso) degli esemplari che ne hanno solamente una copia, il cui colore di fondo appare più carbone scuro che nero.
Un giaguaro nero di nome Diablo si è accoppiato accidentalmente con una leonessa di nome Lola al Bear Creek Sanctuary di Barrie, in Canada, che ha poi partorito una femmina di «giagleone nero» color carbone e un maschio di giagleone maculato color marrone chiaro. Non possiamo dire, perciò, che il gene melanico sia dominante sulla colorazione del leone.

## Puma melanico
Non esistono casi veramente autentici di puma melanici. Puma neri sono stati avvistati in Kentucky, uno dei quali aveva il ventre di colore più pallido. Siamo a conoscenza anche di puma di color nero-lucido avvistati in Kansas e in Nebraska orientale. Questi esemplari sono conosciuti come North American Black Panther (NABP; Pantere Nere Nordamericane). Nessuna di loro è mai stata fotografata o uccisa in natura, e neanche tenuta in cattività. C'è un consenso generale tra gli allevatori e i biologi che quest'animale non esista e che si tratti di un criptide. Gli avvistamenti vengono attribuiti normalmente ad altre specie, non riconosciute come tali dai non esperti di felini, e di cui sono state esagerate le dimensioni.
Nella sua «Histoire Naturelle» (1749) Georges-Louis Leclerc, Conte di Buffon parla del «coguaro nero»: «M. de la Borde, professore di fisica in Cayenna, mi disse che nel Continente esistono tre specie di animali predatori; il primo è il giaguaro, che viene chiamato tigre; il secondo è il coguaro, chiamato tigre rossa, a causa della pelliccia uniformemente rossastra; il giaguaro ha le dimensioni di un grosso bull-dog e pesa circa 90 kg; il coguaro è più piccolo, meno pericoloso e non così frequente nelle vicinanze della Cayenna come il giaguaro; entrambi gli animali raggiungono il pieno sviluppo all'età di sei anni. Aggiunse poi che è presente in questi Paesi anche una terza specie, chiamata tigre nera, di cui mi ha fornito un'illustrazione sotto l'appellativo di coguaro nero».
«La testa», disse M. de la Borde, «è abbastanza simile a quella del coguaro comune; ma l'animale ha un lungo pelame nero, una lunga coda e forti vibrisse. Pesa non molto più di 18 kg. La femmina partorisce quattro piccoli nelle cavità dei vecchi alberi». Questo coguaro nero è più simile a un margay o a un ocelotto, i quali non superano i 18 kg di peso, vivono sugli alberi e presentano una fase melanica.
Un'altra descrizione di un coguaro nero è stata fatta da Mr. Pennant: «La tigre nera, o gatto nero, ha la testa nera, i fianchi, le zampe e la coda ricoperte da un pelame lucido di color bigio, a volte chiazzato di nero, ma generalmente uniforme; il labbro superiore è bianco; all'angolo della bocca ha una macchia nera; ha lunghe sopracciglia su entrambi gli occhi e lunghe vibrisse sul labbro superiore; il labbro inferiore, la gola, il ventre e l'interno delle zampe sono biancastri o di un color cenere molto pallido; le palme sono bianche; le orecchie sono appuntite; cresce fino alle dimensioni di una vitella di un anno; ha una forza immensa nelle sue zampe. - Abita il Brasile e la Guiana; è una bestia crudele e feroce, molto temuta dagli Indiani, ma, fortunatamente, è una specie rara» (Pennant's Synops. of quad., p. 180). Come affermato dal suo traduttore Smellie (1781) la descrizione si riferisce a due coguari neri esibiti a Londra alcuni anni prima.

### Presunti puma neri negli Stati Uniti
In Florida vivono alcuni bobcat melanici. Sono stati catturati, dal momento che erano stati scambiati per pantere. Ulmer (1941) mostra le fotografie e le descrizioni di due animali catturati a Martin County nel 1939 e nel 1940. Nelle fotografie appaiono neri e uno dei cacciatori raccontò poi che un esemplare lo era veramente. Comunque,
l'esemplare portato all'Università ed esaminato da vicino non era nero. Le regioni più densamente pigmentate sono la testa e l'area dorsale. Alla luce queste aree sembrano nere, ma sotto certe angolature la striscia dorsale ha decisamente una tinta color mogano. La colorazione mogano si fa più chiara e luminosa sui fianchi. Le regioni inferiori sono più chiare e di colore quasi ferruginoso. Il petto, la gola e le guance sono color cioccolata scuro, ma le strisce facciali possono essere viste chiaramente. Le zampe sono mogano scuro. Sotto una certa angolatura si possono vedere sui fianchi, sulle regioni inferiori e sulle zampe le tipiche macchie dei bobcat della Florida. L'animale portato al Parco del Bronx sembra più scuro e le macchie non sono visibili, sebbene sia stato osservato nella gabbia di quarantena, dove le condizioni luminose non sono poi così buone.
I bobcat maschi adulti sono lunghi 65–110 cm (con una corta coda mozza) e sono alti alla spalla 45–60 cm (Le femmine sono leggermente più piccole.) I puma della Florida sono alti alla spalla 58–81 cm e sono lunghi 1,1–2 m coda inclusa. I bobcat pesano 7–13 kg mentre i puma della Florida ne pesano 22-69.
Un altro candidato agli avvistamenti di puma neri è il yaguarondi, un felino molto simile geneticamente al puma, che raggiunge i 65 cm di lunghezza e ha una coda di 45 cm. Il suo mantello varia da una fase bruno-rossastra a una fase grigio scura. Sebbene il suo areale naturale giunga solamente fino al Texas meridionale, una piccola popolazione da allevamento venne introdotta in Florida negli anni '40 e la gente sparse la voce che essi venivano allevati come animali domestici - in America Centrale sono veramente tenuti in cattività e sono animali relativamente docili, molto diversi dagli esemplari selvatici. Il territorio di caccia di uno giaguarundi maschio raggiunge una larghezza di 100 km ed è quindi possibile che popolazioni molto piccole si siano avventurate al di fuori delle folte foreste dove vivono e siano responsabili di molti o di tutti gli avvistamenti. Sebbene siano molto più piccoli di un puma, abbiano una colorazione differente e appaiano molto più bassi sul terreno (ricordando una donnola), un piccolo vuoto di memoria unito alla loro natura segreta possono spiegare molti degli avvistamenti negli USA sudorientali.
Altri candidati sono i giaguari neri, che in tempi storici vivevano nel Nordamerica. I giaguari melanici non sono comuni in natura e, cosa più importante, vennero quasi portati all'estinzione negli anni '60. Comunque, sebbene non ricordino un puma nell'aspetto, hanno dimensioni simili ed è possibile che, per esempio, sia sopravvissuta una popolazione riproduttrice nascosta nei bayou della Louisiana. La presenza del giaguaro è anche stata confermata da alcune fotografie e da alcuni avvistamenti non confermati in Arizona, New Mexico e nel Texas sudoccidentale, ma non al di fuori di quella regione.

## Nella cultura di massa
- Bagheera, personaggio della serie di racconti Il libro della giungla di Rudyard Kipling, è un leopardo melanico. Il suo nome, in lingua indiana, vuol dire proprio "pantera".
- Giobella ne L'arca di Noè è l'antagonista del film, aiutante della tigre Tartaro.
- Una pantera nera appare nel finale del video di Black or White di Michael Jackson.
- Il bacio della pantera è il titolo di un film thriller del 1942 e del suo remake del 1982.
- L'uomo leopardo, film horror del 1943, ha come protagonista un leopardo melanico.
- Pantor, il felino domestico di Skeletor nella serie di giocattoli Masters of the Universe, è una pantera nera.
- Catra, un personaggio della serie televisiva She-Ra, la principessa del potere, grazie a una maschera magica può diventare una pantera nera.
- La pantera nera è una delle trasformazioni maggiormente usate da Jonathan Chase, personaggio della serie televisiva Manimal.
- T'Challa, personaggio dei fumetti Marvel, è il re del Paese africano immaginario Wakanda e suo protettore. A tale scopo, impersonifica il supereroe Pantera Nera.
- La pantera nera è usata come simbolo da alcune squadre sportive, tra cui i Carolina Panthers che militano nella NFL, i Penrith Panthers, che militano nella National Rugby League e i Panthers Parma, che militano nella Italian Football League.
- Le prime auto di servizio della Squadra Mobile della Polizia di Stato furono soprannominate "pantera", per la loro potenza e velocità. Il primo modello così chiamato fu una Alfa Romeo 1900 del 1952 [3]